# Джек-фонарь (Marvel Comics)
Джек-фона́рь (англ. Jack O'Lantern) — псевдоним нескольких суперзлодеев американских комиксов издательства Marvel Comics.

## История публикаций
Джейсон Макендейл впервые появился в роли Джека-фонаря в комиксе Machine Man #19 (февраль 1981).
Версия Джека-фонаря Стивена Марка Левинса дебютировала в Captain America #396 (январь 1992).
Третья версия Джека-фонаря впервые появилась в The Spectacular Spider-Man #241 (декабрь 1996).
Четвёртая версия Джека-фонаря дебютировала в Dark Reign : Made Men #1 (ноябрь 2009).
Пятая версия Джека-фонаря появилась в Venom vol. 2 #1 (март 2011).

## Биография

### Джейсон Макендейл
После окончания колледжа Джейсон Макендейл состоял в рядах ЦРУ и других различных военизированных организациях. Он потерял работу из-за чрезмерно жестокого характера и аморальных методов разрешения конфликтов, после чего стал профессиональным наёмником и, в конечном итоге, костюмированным террористом. Макендейл создал альтер эго Джека-фонаря и столкнулся с Человеком-машиной, ставшим его первым противником, а затем стал одним из врагов Человека-паука.
Однажды Макендейлу было поручено вернуть потерянный фургон со снаряжением Хобгоблина, с чем он успешно справился несмотря на вмешательство Человека-паука. Когда Флэш Томпсон оскорбил Хобгоблина на национальном телевидении, чем навлёк на себя гнев суперзлодея, последний ложно обвинил его в совершении собственных преступлений, в результате чего Томпсон оказался в тюрьме. Макендейл освободил Флэша, посчитав, что тем самым сделает Хобгоблину одолжение, однако, сам того не подозревая, разрушил планы Хобгоблина, который планировал действовать незаметно, пока Томпсон находился под стражей. Когда Кингпин временно отрёкся от престола короля преступного мира, Макендейл захотел повысить свой статус в криминальной среде Нью-Йорка и заключил союз с Хобгоблином. Тем не менее, Хобгоблин в конечном итоге обманул Макендейла, когда они бежали от толпы полицейских. Макендейл поклялся отомстить, и обратился к услугам Иностранца, поручив ему убить Хобгоблина. После мнимой смерти своего сообщника Макендейл получил в распоряжение все известные копии оружия и костюмов Гоблинов. Ко всему прочему, Джейсон стал новым Хобгоблином, с целью обретения известности в кругу других суперзлодеев. Вскоре Макендейл был разоблачён людьми Кингпина и отправился на сражение с Человеком-пауком, дабы продемонстрировать общественности свою силу, но потерпел неудачу.
Придя к выводу, что ему нужны способности, сравнимые с силой Зелёного гоблина и Хобгоблина, чтобы обрести подобную репутацию, Макендейл попытался украсть секретную формулу Гоблинов, которая даровала бы ему сверхчеловеческую силу. Потерпев неудачу, он начал угрожать Гарри Озборну, заявив, что убьёт его близких, если тот не отдаст ему сыворотку, что вылилось в сражение со вторым Зелёным гоблином, который одержал победу. Во время демонического вторжения на Манхэттен Макендейл чувствовал себя подавленным и униженным. Он заключил сделку с демоном Н’астир, отдав свою душу в обмен на сверхъестественные способности. Став Демогоблином Макендейл ужаснулся от своего некогда красивого лица и обвинил в своих бедах Человека-паука и Озборна. Обладая демонической силой, Макендейл легко победил Человека-паука, но не успел нанести смертельный удар из-за вмешательства Мэри Джейн Уотсон.
Впоследствии Макендейл решил отложить в сторону личную неприязнь в отношении Человека-паука и вознамерился стать лучшим наёмным убийцей с помощью новообретённых демонических сил. Он предложил свои услуги Кувалде и Могильщику по устранению Робби Робертсона, но был остановлен Человеком-пауком и Пумой. Затем Макендейл вступил в сговор с Падалью, чтобы уничтожить Человека-паука, однако его сообщник в конечном итоге чуть не уничтожил обоих злодеев. В дальнейшем Макендейл столкнулся с Доктором Стрэнджем, который попытался успокоить монстра внутри него при помощи заклинания иллюзии, в результате чего Макендейл узрел своё истинное лицо в отражении самого себя. Позже Доктор Осьминог заставил Макендейла стать частью второго состава Зловещей шестёрки, которая дважды попыталась захватить мир, но потерпела неудачу из-за ответных мер со стороны Человека-паука, Халка, Призрачного гонщика, Фантастической четвёрки и многих других супергероев.
В качестве наёмника и преступника-одиночки Макендейл столкнулся со многими другими героями, включая Тёмного ястреба, и Лунатика. Тем не менее, время от времени контролем над его телом овладевал находящийся внутри демон, однако, несмотря на это Макендейлу удавалось вернуть рассудок в противостоянии с Человеком-пауком и другими героями, такими как Лунный рыцарь  и два Призрачных гонщика (Дэнни Кетч и Джонни Блейз). В конечном итоге Макендейлу удалось изгнать из своего тела демона, известного как Демогоблин. Затем он пытался устранить Кровавую розу и нового Кингпина, но был остановлен Человеком-пауком. В одном редком случае Макендейл объединился с Человеком-пауком, чтобы победить дуэт Демогоблина и Доппельгангера. Макендейл был нанят Иностранцем для убийства Лунного Рыцаря и Ника Катценберга, но был остановлен Лунным рыцарем и Человеком-пауком, после чего его арестовала полиция. Некоторое время спустя Макендейл получил формулу силы Крэйвена-охотника, благодаря которой смог с лёгкостью победить своего демонического двойника Демогоблина, который затем погиб, спасая маленького ребёнка.
Макендейл вновь потерпел поражение от руки Человека-паука наряду с Холодным Сердцем во время попытки похитить давно потерянного сына Джейсона, которого он намеревался использовать в качестве заложника, чтобы предотвратить заключение под стражу. Некоторое время он оставался в тюрьме, пока его не освободил Гонта для сражения со вторым Человеком-пауком. В обмен на выполнение приказа Гонта превратил Макендейла в киборга, удалив левый глаз с помощью нового высокотехнологичного кибернетического глаза. Он потерпел неудачу и снова был арестован. Однажды Человек-паук отметил, что по сравнению с его архиврагом Норманом Озборном  Макендейл был мелким преступником.
Макендейл предстал перед судом за свои многочисленные преступления и был признан виновным по нескольким статьям (включая преступления Хобгоблина), после чего обвинил в своих деяниях Неда Лидса. Тем не менее, Человек-паук установил, что Лидс не мог быть суперзлодеем из-за отсутствия сил. Впоследствии в камеру Макендейла ворвался Родерик Кингсли, который убил его, незадолго до этого назвав недостойным преемником.
Более поздняя версия Джека-фонаря была захвачена Щ.И.Т.ом. Этот человек использовал несколько псевдонимов, включая Джейсона Макендейла, Магуайра Бека и Безумного Джека. Истинная личность Джека-фонаря так и не была раскрыта.

### Стивен Марк Левинс
Второй Джек-фонарь был врагом Капитана Америки и Человека-паука. Эта версия персонажа вызвала много споров из-за того, что через несколько лет после его появления он был переименован в «Безумного Джека» и часто фигурировал на страницах The Spectacular Spider-Man в конце 1990-х. В конечном итоге выяснилось, что Безумный Джек — это дуэт Дэниела Беркхарта (бывшего Мистерио) и Магуайра Бека (кузины Мистерио). В ван-шоте New Avengers Most Wanted было подтверждено существование отдельной сущности — Стивена Марка Левинса. Тем не менее, имя персонажа не было выявлено вплоть до выхода Ghost Rider vol. 5 #10 (2007).
Он являлся профессиональным преступником и партнёром Блэквинга. Вместе с ним он впервые сразился с Капитаном Америкой. Наряду с Блэквингом Джек-фонарь был принят в качестве временного члена слабо сплоченной банды оперативников Красного Черепа под названием Команда Скелетов.
Вскоре после этого Джек-фонарь сразился с Кроссбоунсом и Гремучей змеёй и захватил последнюю. Во время её побега между ней и Джеком-фонарём состоялось сражение в воздухе. В конце концов, он был побеждён в бою с Соколом и помещён в Убежище. Также служил под началом Голема и сражался с Капюшоном, когда тот вмешивался в махинации его босса. Позже Джек-фонарь сражался с Юнионом Джеком вместе с Шоквейвом и Джекхаммером.
Вслед за поражением Левинс был принят на работу в отряд охотников за героями Громовержцев во время сюжетной линии Civil War. Преследуя Человека-паука через канализацию Манхэттена вместе с Шутом, Левинс был убит Карателем, который выстрелил ему в голову. Впоследствии его обезглавленный труп был реанимирован и стал сосудом для фрагмента души Люцифера. Он заменил свою голову настоящей тыквой и столкнулся с Призрачным гонщиком, который вырвал его сердце из груди, после чего поджёг и поместил обратно в грудь, в результате чего тело Джека-фонаря взорвалось.
Во время сюжетной линии Dark Reign Левинс был среди мёртвых людей, увиденных Геркулесом в «Эребе». Позже он был замечен в жюри Плутона (вместе с Мерзостью, Безруким Человеком-тигром, Артуме, Генрихом Земо, Командующим Кракеном, Железным торговцем, Кикносом, Нессом, Оркой, Бичом Преисподней и Веранке) для суда над Зевсом.
Во время сюжетной линии Dead No More: The Clone Conspiracy версия Джека-фонаря Левинса была замечена среди персонажей, клонированных Шакалом. Он ввязался в драку с другими клонированными злодеями, в результате чего клон Бродяги уничтожил его. Позже Джек-фонарь сразился с Дэдпулом после кражи 20 млн. $ с игорного корабля Могильщика. Некоторое время спустя Джек-фонарь возглавил банду под «Джеков-фонарей». Когда четверо Фонарей оказались спящими агентами, работающими на Финишера и Хамелеона, Левинс сдержал буйство своих подопечных.
Во время сюжетной линии Sinister War Сородич послал Джека-фонаря, Иностранца, Таскмастера, Чёрного муравья, Шанса и Слайда атаковать Человека-паука.

### Безумный Джек
Существовало два человека, которые действовали под псевдонимом Безумный Джек и использовали снаряжение Джека-фонаря:
- Норман Озборн обратился к бывшему Мистерио Дэниелу Беркхарту с предложением стать новым Джеком-фонарём по прозвищу «Безумный Джек». По приказу Озборна Беркхарт похитил Джона Джеймсона и подверг его воздействию химических веществ, в результате чего тот превратился в Человека-волка. Затем Джеймсону было поручено напасть на его отца Джея Джону Джеймсона в рамках плана Озборна по приобретению Daily Bugle. Также Безумный Джек преследовал жену Джеймсона, Марлу, с которой ранее состоял в отношениях и жаждал воссоединиться[51].
- После того, как союз Озборна и Беркхарта распался, к последнему обратилась Магуайр Бек, кузина оригинального Мистерио Квентина Бека. Магуайр убедила Беркхарта вернуться к личности Мистерио после самоубийства её кузена и отказаться от псевдонима Безумный Джек. Тем не менее, в попытке убить Человека-паука, Сорвиголову, Джея Джону Джеймсона и нескольких других общих врагов, Бек и Беркхарт возродили образ Безумного Джека. Кроме того, Магуайр использовала голограммы и реалистичные роботизированные версии Безумного Джека и самого Беркхарта, чтобы сохранить в секрете свою причастность к их совместным преступлениям. В конечном итоге была разоблачена Человеком-пауком и Сорвиголовой[52].

В мини-серии Spider-Man/Black Cat: The Evil That Men Do Фрэнсис Клам купил снаряжение и личность Мистерио, которые, по словам Кингпина, были приобретены у Джека-фонаря.

### Брат Стивена Левинса
Четвёртая версия Джека-фонаря дебютировала во время сюжетной линии Dark Reign. Имя этого человека не было раскрыто, однако сам он утверждал, что является братом Стива Левинса. Он был пойман полицией после убийства 15-летней дочери своего соседа в рамках плана мщения за Стива. Было показано, что этот мужчина мог превращать свою голову в тыкву и создавать летучих мышей при помощи сверхъестественных способностей. Когда допрашивавший его полицейский пригрозил казнью на электрическом стуле, Джек-фонарь выразил уверенность, что его «тёмный лорд» поможет избежать наказания. Позже он был освобождён адвокатом, посланным Норманом Озборном, который назвал Джека-фонаря важным свидетелем по делу о национальной безопасности. Адвокат уехал с Джеком-фонарём, поскольку Норман планировал использовать того в своих целях. В серии комиксов Heroic Age Стив Роджерс высказал предположение, что Джек-фонарь продолжит мстить за брата.

### Джек-фонарь Криминального мастера
Ещё один Джек-фонарь работал на третьего Криминального мастера. В детстве он был непослушным ребёнком, который жестоко обращался с животными. Празднуя Хэллоуин в образе Джека-фонаря, мальчик наткнулся на дом, в котором находился Криминальный мастер. Авторитет взял юношу под крыло и сделал из него убийцу. В процессе обучения мальчик убил обоих родителей.
Выполняя одно из поручений своего босса, Джек-фонарь столкнулся с Агентом Веномом. Несмотря на попытки последнего подорвать его, Джеку-фонарю удалось скрыться. Впоследствии Криминальному мастеру удалось установить истинную личность Агента Венома в лице Флэша Томпсона, после чего он поручил Джеку-фонарю похитить его девушку Бетти Брант в обмен на то, что Веном позволит Криминальному мастеру совершить сделку по приобретению антарктического вибраниума. Когда Венома отправился на спасение Бетти, Джек-фонарь назвал его своим первым настоящим врагом и выразил желание отомстить за изуродованное гранатой лицо. Также он утверждал, что убил всех людей, которые действовали под псевдонимом «Джек-фонарь», чтобы «очистить бренд», однако его слова не были подтверждены. Также Джек-фонарь был членом Дикой шестёрки Криминального мастера.
Во время сражения с Веномом за Бетти Брант Джеку-фонарю помог Мегатак, который не позволил Веному позвать Мстителей на помощь. Затем Джек-фонарь попытался убить сестру Флэша, Джесси Томпсон.
Некоторое время спустя Джек-фонарь провёл серию убийств, которая обострилась в День отца. Веном выследил его до канализации благодаря скрытому следу, который Джек-фонарь оставил для него. Суперзлодей выкопал труп отца Томпсона, за что чуть не был застрелен Веномом из пистолета, принадлежавшего его родителю, однако Флэш в последний момент передумал.
За своим многочисленные преступления Джек-фонарь был помещён в Рафт. Ему удалось продолжить свою деятельность, используя в качестве замены заводского рабочего с промытыми мозгами.
Во время сюжетной линии AXIS Джек-фонарь был членом неназванной группы суперзлодеев Магнето, которые сражались против Красного Натиска Красного Черепа. Его «моральный компас» был перевёрнут, когда заклинание, предназначенное лишь для Красного Черепа, затронуло всех находившихся на острове Геноша. Позже он присоединился к реформированным злодеям, чтобы помешать вставшим на путь зла Людям Икс взорвать генную бомбу, которая убила бы всех на Земле, кто не являлся мутантом. С наложением реверсивного заклинания Джек-фонарь вновь обратился ко злу.
Во время сюжетной линии Avengers: Standoff! Джек-фонарь был обитателем Плезант-Хилла, закрытого поселения, основанного Щ.И.Т.ом.
Во время сюжетной линии Secret Empire Джек-фонарь состоял в рядах Армии Зла, которая атаковала Манхэттен в отместку за разрушение Плезант-Хилла.
В конце концов Эдди Брок выследил Джека-фонаря и избил до полусмерти за совершённые им преступления. Брок позволил ему жить, однако сломал позвоночник и довёл до критического состояния прежде чем переместить его в параллельную вселенную.
После этого Джек-фонарь был госпитализирован. Он прошёл через пластическую операцию по восстановлению лица и интенсивную терапию. Выйдя на свободу, он быстро заскучал и вновь стал суперзлодеем. Последовав за Дэдпулом в Ваканду, Джек-фонарь сражался с Дэдпулом и Чёрной Пантерой. В конечном итоге был убит Дэдпулом выстрелом в голову.

### Самозванцы
Существовали неопознанные люди, использовавшие личность Джека-фонаря:
- Однажды Джек-фонарь Криминального мастера промыл мозги заводскому рабочему, заставив его выдать себя за него. Он был среди злодеев, которых Лорд Огр собрал для нападения на Венома. Джек-фонарь атаковал соседку Флэша Андреа Бентон, однако, несмотря на то, что Веному удалось защитить девушку, её отец пал жертвой Фонаря[75]. Когда Андреа набросилась на убийцу своего отца, тыква с его головы слетела и Веном осознал, что перед ним находится не тот самый Джек-фонарь. Рабочий раскрыл обстоятельства, при которых Джек-фонарь промыл ему мозги, после чего был взят под стражу и впал в кому[76].
- Неизвестный мелкий преступник наткнулся на снаряжение Джека-фонаря, взял личность суперзлодея и начал торговать оружием. Он снабжал преступников гаджетами из арсенала Нормана Озборна, что привлекло внимание Венома и полиции. Симбиот Веном пришёл в ярость и вырвал его левый глаз[77]. Сбежав от Венома, самозванец направился в ближайший бар, где рассказал свою историю посетителям. Затем бар был атакован Веномом, однако его посетителям удалось скрыться[78]. Во время сюжетной линии The War of the Realms самозваный Джек-фонарь объединился с одной из Воинствующих ведьм Малекита Проклятого против Венома[79].

### Джеки-фонари
Джеки-фонари — группа наёмников во главе с Левинсом, которые носили те же костюмы и снаряжение, что и их босс. Они сражались с Человеком-пауком и Терезой Паркер во время охоты за Хамелеоном, который пытался продать Формулу Бесконечности Иностранцу. Впоследствии Иностранец воспользовался услугами Джеков-фонарей, поспорив с Шансом, что ему удастся заполучить веб-шутеры Человека-паука. Некоторое время спустя выяснилось, что четверо Фонарей работали на Финишера и Хамелеона, после чего между ними и Левинсом завязалось сражение.

## Силы и способности
Изначально Джейсон Макендейл не обладал сверхчеловеческими способностями, но использовал снаряжение, аналогичное оборудованию Хобгоблина и Зелёного гоблина. Будучи Джеком-фонарём и Хобгоблином он использовал глайдер с ракетным двигателем, тыквенные бомбы и перчатки с бластерами. Когда в его теле находился демон, он обладал сверхчеловеческой силой, скоростью и ловкостью, а также мог проецировать огонь, что позволяло ему создавать оружие и глайдеры по желанию. Благодаря своим демоническим способностям он был в состоянии создавать органические волокна, достаточно прочные, чтобы ограничить движения обычных людей. Получив формулу Крэйвена-охотника, Макендейл увеличил свои силу, скорость, выносливость, прочность тела, рефлексы и ловкость до сверхчеловеческого уровня, однако, после разделения с Демогоблином, он, по всей видимости, вернулся к первоначальному состоянию. Его физические характеристики были улучшены благодаря кибернетическому вмешательству Менделя Штромма. Макендейл обладал хорошей военной подготовкой по части боевых искусств, шпионажа и вооружения. Будучи Хобгоблином, он смог улучшить манёвренность глайдера, благодаря своим познаниям в области машиностроения и физики.
Стивен Левинс сконструировал собственное снаряжение Джека-фонаря по образцу предшественника. Левинс носил бронежилет, изготовленный из металлической сетки, покрытой многосегментными кевларовыми панелями, включая шарнирную оболочку, которая могла выдержать попадание 7-фунтовой противотанковой боеголовки. На нём был пуленепробиваемый шлем с внутренней трёхчасовой подачей сжатого воздуха. Шлем был оснащён телескопическим инфракрасным усилителем изображения для наблюдения в темноте и устройством сканирования с радиусом обзора в 360 градусов для наблюдения за окружающей его местностью. Основание шлема было снабжено тонкой сетью точечных отверстий, которые поддерживали низкотемпературное пламя низкой плотности, которое постоянно окружало шлем. Подача воздуха охлаждала внутреннюю часть шлема. Левинс был вооружен наручными бластерами с дальностью поражения электрическим током в 35 футов. Также он использовал различные типы гранат, в том числе анестезирующие, слезоточивые, галлюциногенные, газовые, дымовые и светошумовые. Гранаты имели сферическую или тыквенную форму. Также Левинс был в состоянии стрелять небольшими гранатами из наручных устройств и выпускать «призрачных захватчиков», представлявших собой толстые полупрозрачные пленки, которые прилипают к жертве. Левинс передвигался на одноместном глайдере на воздушной подушке с электродвигателем, работающим от литиевой аккумуляторной батареи высокой плотности.
Дэниел Беркхарт использовал то же оружие, что и предыдущие воплощения Джека-фонаря, а также химическое оружие, вызывающее психоделические и умопомрачительные галлюцинации. Его сообщница Магуайр Бек была опытной проектировшицей устройств для спецэффектов и сценических иллюзий, мастером гипноза, а также разбирался в химии и робототехнике, что позволило ей сконструировать реалистичного чёрного кота. Бек использовала свои передовые знания в области компьютерных изображений и виртуальной реальности, чтобы улучшить методы Мистерио, что позволило Бек притвориться Безумным Джеком через прокси, в то время как сама скрывалась в секретном логове.
Брат Левинса мог превратиться в демона с тыквенной головой, используя силы неизвестного мистического демона.
В распоряжении пятого воплощения, наряду с оружием его предшественников, находился флот крошечных летающих роботов, сконструированных в мультяшном стиле. Он передвигался на «метле» с реактивным двигателем.

## Альтернативные версии

### JLA/Avengers
Джек-фонарь был одним из злодеев, которые обороняли цитадель Кроны, когда на неё напали герои. Во время штурма Тасманский дьявол закидал его камнями.

### Spider-Geddon
Во время событий Spider-Geddon на Земле-11580 версия Джека-фонаря была замечена вместе с Зелёным гоблином, Хобгоблином и Демогоблином во время Ночи гоблинов. По приказу Королевы гоблинов они пытаются убить Гвен Стейси, но были остановлены Человеком-пауком.

## Вне комиксов

### Телевидение
- Неназванный Джек-фонарь, озвученный Джейком Беллом, появляется в эпизоде «Хэллоуинская ночь в музее» мультсериала «Великий Человек-паук» (2012). Эта версия появилась на свет после того, как Моргана ле Фэй при помощи магии поместила фонарь из тыквы на голову охранника, чтобы вызвать конец света. Джек О'Лантерн нападает на Человека-паука, но как только Морган ле Фэй терпит поражение, охранник возвращается в нормальное состояние.
- Неназванная версия Джека-фонаря появляется в мультсериале «Человек-паук» (2017), где его озвучил Бубу Стюарт[85]. Он был одним из нескольких суперзлодеев, которые хотели получить награду за голову Человека-паука, но в конечном итоге потерпели поражение и попали в руки полиции. Здешний Джек-фонарь был одержим Хэллоуином и отождествлял каждый день с этим праздником. Человек-паук толкнул его в чан с засахаренным яблочным покрытием, которое он использовал для создания бомб, напоминающих вооружение Зелёного гоблина.

### Видеоигры
- Джейсон Макендейл в образе Джека-фонаря был одним из мини-боссов игры Spider-Man (1995).
- Стивен Левинс / Джек-фонарь появляется в игре Marvel: Ultimate Alliance 2 (2009).
- Четвёртое воплощение Джека-фонаря появляется в игре Marvel Avengers Alliance (2012) для Facebook.
- Трэвис Уиллингхэм озвучил Джейсона Макендейла / Джека-фонаря в игре Spider-Man Unlimited (2014)[85].
- Костюм Джейсона Макендейла / Джека-фонаря был альтернативным скином Зелёного гоблина в игре Marvel Heroes (2013)[86].
- Мьттбю Кёртис озвучил четвёртое воплощение Джека-фонаря в игре Marvel Avengers Academy (2016)[85].

### Товары
Демоническая версия Джейсона Макендейла появляется в линейке Spider-Man Classics, которая была впоследствии переработана для набора Marvel Legends Sinister Six и перекрашена в фигурку Демогоблина.

## Критика
Screen Rant поместил Джека-фонаря на 9-е место среди «10 самых переоценённых врагов Человека-паука», а также на 9-е место среди «10 лучших наследий злодеев Marvel». Comic Book Resources поместил снаряжение Джека-фонаря на 4-е место в списке «10 до смешного плохих костюмов суперзлодеев Marvel», а также назвал Джейсона Макендейла 4-м «нелюбимым врагом Человека-паука в комиксах».